# Lancaster Blackfriars
Lancaster Friary foi um convento dominicano em Lancashire, Inglaterra. Os edifícios situavam-se aproximadamente onde atualmente se encontra Dalton Square. Esteve activo entre 1260 e 1539 e nada permanece dele. Duas trincheiras arqueológicas foram escavadas em 1981 e 1994 e expuseram alguns azulejos e fundações de paredes.